# Bruern
 (septembre 2023).
Bruern est une paroisse civile et un hameau de l'Oxfordshire, en Angleterre.
Il s'y trouvait l'abbaye de Bruern.